# Diogo I del Congo
Diogo I del Congo (... – 1561) è stato un re congolese.

## Biografia
Il re Diogo I era nipote del re Afonso I e salì al trono del Regno del Congo dopo il rovesciamento dello zio Pedro I, costringendo quest'ultimo a rifugiarsi in una delle chiese cattoliche costruite dai portoghesi nella capitale, São Salvador (Mabnza Congo).
Nel 1550 Diogo I condusse un'indagine documentata su un complotto contro di lui da parte dello zio, il re deposto. Nel 1555, il re decise di tagliare tutti i legami con il Portogallo, che vedeva come una potenziale minaccia e intrusione nel regno, espellendo tutti i 70 cittadini portoghesi residenti nel regno. Tuttavia, il re Diogo I promosse l'istituzione della fede cattolica in Congo, un'opera già iniziata da Afonso I durante il suo regno, soprattutto grazie all'influenza portoghese. Sebbene Afonso I avesse creato un modello iniziale per la Chiesa cattolica in Congo, Diogo I sperava di estenderlo a tutte le aree rurali e anche ai Paesi vicini.
Alla sua morte, avvenuta nel 1561, gli succedette il figlio illegittimo Afonso II.